# Фернандеш, Ваня
Ва́ня Патри́сия Ферре́йра Ферна́ндеш (порт. Vânia Patrícia Ferreira Fernandes; родилась 25 сентября в 1985, Фуншал, Португалия) — португальская певица.
В 2008 году представила Португалию на Евровидении в Белграде с песней «Senhora do Mar», где заняла 13 место.